# 버밍엄야들리 (영국 의회 선거구)
버밍엄야들리 (Birmingham Yardley)는 영국 의회의 하원에서 지역을 대표하는 버밍엄시의 선거구이다. 2015년부터 노동당의 제스 필립스가 지역구 의원을 맡고 있다.

## 지역 정보
버킹엄시 남동부를 차지하며 솔리헐과 경계를 맞닿고 있는 지역구로, 야들리 지역위원회 관할구에 해당된다. 솔리헐, 메리든, 버밍엄홀그린, 버밍엄호지힐 등의 지역구와 경계를 접한다.
본래 야들리 농촌구 (Yardley Rural District)란 이름의 지역이었으나 1911년 그레이터버밍엄법 제정으로 버밍엄시에 편입되었다.

## 역사
1918년 영국 총선부터 신설되었으며 2005년 영국 총선까지 역대 총선에서 전국 승리를 거머쥔 정당이 이곳에서도 승리하여 족집게 지역구로 여겨졌다. 결과가 엇나간 것은 단 세 차례로, 보수당이 승리했던 1951년 영국 총선과 1955년 영국 총선, 1992년 영국 총선에서 노동당 후보가 당선되었다. 다만 2005년 자민당 후보가 처음 당선되고 2015년부터는 노동당 지역구로 회귀하는 등의 변화가 생겼다.

## 구획
- 1918–1950년: 버밍엄 주급자치구 솔틀리, 스몰히스, 야들리
- 1950–1983년: 버밍엄 주급자치구 애콕스그린, 셸던, 야들리
- 1983–2010년: 버밍엄시 애콕스그린, 셸던, 야들리
- 2010년~: 버밍엄시 애콕스그린, 셸던, 사우스야들리, 스테치퍼드 야들리노스

## 역대 국회의원
| 선거 | 선거       | 의원              | 정당       | 비고 |
| ---- | ---------- | ----------------- | ---------- | ---- |
|      | 1918년     | 앨프리드 제프코트 | 연합당     |      |
|      | 1929년     | 아치볼드 고슬링   | 노동당     |      |
|      | 1931년     | 에드워드 솔트     | 보수당     |      |
|      | 1945년     | 웨즐리 퍼린스     | 노동당     |      |
|      | 1950년     | 헨리 어스본       | 노동당     |      |
|      | 1959년     | 레오너드 클리버   | 보수당     |      |
|      | 1964년     | 아이언 에반스     | 노동당     |      |
|      | 1970년     | 데릭 쿰스         | 보수당     |      |
|      | 1974년 2월 | 시드 티어니       | 노동당     |      |
|      | 1979년     | 데이비드 베번     | 보수당     |      |
|      | 1992년     | 에스텔 모리스     | 노동당     |      |
|      | 2005년     | 존 헤밍           | 자유민주당 |      |
|      | 2015년     | 제스 필립스       | 노동당     |      |

## 선거

### 2010년대
| 선거                                      | 선거 결과 | 선거 결과                                              | 후보            | 후보                           | 정당   | 득표   | %     | ±%    |
| ----------------------------------------- | --------- | ------------------------------------------------------ | --------------- | ------------------------------ | ------ | ------ | ----- | ----- |
| 2019년 총선 투표수: 42,678 (57.3%) (-4.0) |           | 노동당 유지 과반 득표: 10,659 (25.0%) -12.3 -6.1% 선회 |                 | 스티브 매케이브                | 노동당 | 23,379 | 54.8  | -2.3  |
| 2019년 총선 투표수: 42,678 (57.3%) (-4.0) |           | 노동당 유지 과반 득표: 10,659 (25.0%) -12.3 -6.1% 선회 | 빈센트 개링턴   | 보수당                         | 12,720 | 29.8   | +10.0 |       |
| 2019년 총선 투표수: 42,678 (57.3%) (-4.0) |           | 노동당 유지 과반 득표: 10,659 (25.0%) -12.3 -6.1% 선회 | 로저 하머       | 자유민주당                     | 3,754  | 8.8    | -9.1  |       |
| 2019년 총선 투표수: 42,678 (57.3%) (-4.0) |           | 노동당 유지 과반 득표: 10,659 (25.0%) -12.3 -6.1% 선회 | 메리 매케나     | 브렉시트당                     | 2,246  | 5.3    | +0.8  |       |
| 2019년 총선 투표수: 42,678 (57.3%) (-4.0) |           | 노동당 유지 과반 득표: 10,659 (25.0%) -12.3 -6.1% 선회 | 크리스토퍼 가건 | 녹색당                         | 579    | 1.4    | +0.8  |       |
| 2017년 총선 투표수: 44,502 (61.3%) (+4.0) |           | 노동당 유지 과반 득표: 16,574 (37.3%) +21.4 +4.8% 선회 |                 | 스티브 매케이브                | 노동당 | 25,398 | 57.1  | +15.6 |
| 2017년 총선 투표수: 44,502 (61.3%) (+4.0) |           | 노동당 유지 과반 득표: 16,574 (37.3%) +21.4 +4.8% 선회 | 모하메드 하프잘 | 보수당                         | 8,824  | 19.8   | +5.8  |       |
| 2017년 총선 투표수: 44,502 (61.3%) (+4.0) |           | 노동당 유지 과반 득표: 16,574 (37.3%) +21.4 +4.8% 선회 | 존 헤밍         | 자유민주당                     | 7,894  | 17.9   | -7.7  |       |
| 2017년 총선 투표수: 44,502 (61.3%) (+4.0) |           | 노동당 유지 과반 득표: 16,574 (37.3%) +21.4 +4.8% 선회 | 폴 클레이턴     | 영국 독립당                    | 1,916  | 4.3    | -11.8 |       |
| 2017년 총선 투표수: 44,502 (61.3%) (+4.0) |           | 노동당 유지 과반 득표: 16,574 (37.3%) +21.4 +4.8% 선회 | 크리스토퍼 가건 | 녹색당                         | 280    | 0.6    | -1.1  |       |
| 2017년 총선 투표수: 44,502 (61.3%) (+4.0) |           | 노동당 유지 과반 득표: 16,574 (37.3%) +21.4 +4.8% 선회 | 아부 노쉬드     | 무소속                         | 100    | 0.2    | 신인  |       |
| 2015년 총선                               |           | 노동당 유지                                            |                 | 제스 필립스                    | 노동당 | 17,129 | 41.5  | +9.3  |
| 2015년 총선                               |           | 노동당 유지                                            | 존 헤밍         | 자유민주당                     | 10,534 | 25.6   | -14.0 |       |
| 2015년 총선                               |           | 노동당 유지                                            | 폴 클레이턴     | 영국 독립당                    | 6,637  | 16.1   | +13.2 |       |
| 2015년 총선                               |           | 노동당 유지                                            | 애런 포테이     | 보수당                         | 5,760  | 14.0   | -5.2  |       |
| 2015년 총선                               |           | 노동당 유지                                            | 그랜트 비숍     | 녹색당                         | 698    | 1.7    | 신인  |       |
| 2015년 총선                               |           | 노동당 유지                                            | 테벌 스티븐스   | 리스펙트당                     | 187    | 0.5    | 신인  |       |
| 2015년 총선                               |           | 노동당 유지                                            | 에먼 플린       | 노동조합원 사회주의 연합       | 135    | 0.3    | 신인  |       |
| 2015년 총선                               |           | 노동당 유지                                            | 피터 존슨       | 틀:정당색/영국을 확인해 주세요 | 71     | 0.2    | 신인  |       |

## 같이 보기
- 버밍엄의 영국 의회 선거구

### 참조주
1. ↑  “Birmingham, Yardley: Usual Resident Population, 2011”. 《Neighbourhood Statistics》. Office for National Statistics. 2016년 3월 4일에 원본 문서에서 보존된 문서. 2015년 1월 30일에 확인함.
2. ↑  “Electorate Figures - Boundary Commission for England”. 《2011 Electorate Figures》. Boundary Commission for England. 2011년 3월 4일. 2010년 11월 6일에 원본 문서에서 보존된 문서. 2011년 3월 13일에 확인함.
3. ↑  레이그 레이먼트의 연도별 국회의원 목록 (Leigh Rayment's Historical List of MPs) –  'N'로 시작하는 선거구 - part 2
4. ↑  “Birmingham Yardley Parliamentary constituency”. 《BBC News》. BBC. 2019년 12월 1일에 확인함.
5. ↑  “Statement of Persons Nominated and notice of poll”. 《Birmingham City Council》. 2019년 2월 8일에 원본 문서에서 보존된 문서. 2017년 5월 11일에 확인함.
6. ↑  “Election Data 2015”. Electoral Calculus. 2015년 10월 17일에 원본 문서에서 보존된 문서. 2015년 10월 17일에 확인함.
7. ↑  “보관된 사본” (PDF). 2015년 5월 15일에 원본 문서 (PDF)에서 보존된 문서. 2022년 1월 1일에 확인함.